# Vaux-en-Dieulet
 Vaux-en-Dieulet  là một xã ở tỉnh Ardennes, thuộc vùng Grand Est ở phía bắc nước Pháp.